# Chūshirō Hayashi
Chūshirō Hayashi (in giapponese 林忠四郎?; 25 luglio 1920 – Kyoto, 28 febbraio 2010) è stato un astrofisico e astronomo giapponese.
Ha condotto importanti studi sul big bang, avendo come riferimento l'articolo αβγ. Rilevanti gli studi condotti sulle nane brune, ma Chushiro Hayashi è in particolar modo ricordato per aver definito concetti, che da lui traggono il nome, quali la traccia di Hayashi sul Diagramma Hertzsprung-Russell ed il limite di Hayashi.
È morto nel 2010 all'età di 89 anni.

## Onorificenze
- Medaglia Eddington nel 1970
- Premio Kyōto per le scienze di base nel 1995[2]
- Medaglia Bruce nel 2004